# Kuma Village
Kuma Village är en ort i Kiribati.   Den ligger i örådet Butaritari och ögruppen Gilbertöarna, i den norra delen av landet, 200 km norr om huvudstaden Tarawa. Kuma Village ligger 10 meter över havet och antalet invånare är 635.
Terrängen runt Kuma Village är mycket platt.  Kuma Village är det största samhället i trakten. 